# Toma descartada
Una toma descartada, u outtake, es una toma o escena de una película o programa de televisión que ha sido filmada, pero no es usada en la edición final, usualmente por motivos de “armonía”. Algunos son errores de corte humorístico, conocidos como bloopers o chascarros. Pueden ser también versiones completas de grabaciones que son desechadas a favor de otra versión.
A menudo se pueden encontrar los outtakes como agregados en ediciones especiales en DVD. Se presentan también después de aparecer los créditos en las películas o en programas de televisión. Un ejemplo son las películas de Jackie Chan: en la mayoría de ellas aparecen los outtakes al final de las películas.

## En la música
Tal como las tomas descartadas en las películas, los outtakes son grabaciones que no son incluidas en la versión final de un álbum. Colecciones de esta clase de material son comúnmente compiladas y distribuidas, en ocasiones de manera ilegal por los fanes, y son conocidas como bootleg. Algunos artistas lanzan colecciones de outtakes, a veces junto a otra clase de material, como "rarezas" y lados B.
En ocasiones, las colecciones de outtakes pueden llegar a ser consideradas como parte de la obra gruesa de un artista, especialmente en los casos de aquellos que son inusualmente prolíficos o de aquellos que han muerto jóvenes. Un ejemplo de esto son los 7 volúmenes que conforman la serie de bootlegs de Bob Dylan, que contienen muchas canciones de importancia en el repertorio de Dylan y que fueron omitidas en sus álbumes. A veces esta clase de temas se hacen conocidos gracias a otros artistas, como en el caso de Nick Drake, un cantautor británico que murió en 1974 a los 26 años, y de quien se editó un álbum compilatorio de outtakes llamado Time of No Reply, gracias a la influencia que ejerció en los artistas de años posteriores a su muerte.
Otros 'outtake' importantes en el ámbito musical son los generados a partir del penúltimo álbum de estudio de la banda británica Pink Floyd, The Division Bell. A partir de ellos se construyó el grueso del relativamente reciente y último álbum de la banda, llamado The Endless River. Algunos de los temas parecieran incluso ser la prolongación de algunas canciones del álbum anterior.
- Datos: Q3274806